# 이즐링턴노스 (영국 의회 선거구)
이즐링턴노스 (Islington North)는 그레이터런던 중부 이즐링턴구에 위치한 영국 의회의 선거구로, 1885년 영국 총선부터 신설되었다.
2015년 영국 노동당 대표이자 영국 야당대표가 된 제러미 코빈이 1983년부터 지역구 의원으로 있었다. 제러미 코빈은 2020년 노동당 내 반유대인 발언으로 수사대상에 오르면서 당원 자격이 정지되었다. 이후 무소속 의원으로 남은 임기를 역임하였으며, 2024년 영국 총선에서도 무소속 후보로 출마하였다.

## 지역 정보
그레이터런던 중부 이즐링턴구 북부 일대를 포괄하는 지역구로, 핀스베리파크, 하이베리, 캐넌베리, 아치웨이, 터프넬파크, 할로웨이 등의 동네가 여기에 속한다. 인구밀도가 높고 다문화 가정의 비율도 높은 편이다. 아스널 FC의 연고지이기도 하다.
일렉토럴 캘큘러스는 이즐링턴노스 선거구의 정치성향을 좌파 우세로 평가하였으며 사회현안에 대해서도 자유주의 성향을 보인다고 분석, 브렉시트에 대해서도 반대의 목소리가 강력했던 '강경좌파' 지역구로 분류하였다. 실제로 2016년 브렉시트 국민투표 당시 이즐링턴노스의 유권자 가운데 21.6%만이 탈퇴 찬성에 투표하여 잔류 성향이 강한 지역임이 드러났다.
주민소득과 주택가격은 높은 편이지만 지역주민의 52%가 고용과 소득, 교육 측면에서 하위계층에 해당되는 것으로 드러났다. 지역민의 평균 연령은 42.5세이며 자동차를 소유한 인구는 최소 36%, 주택을 소유한 인구는 31%로 집계되어 전국 평균치보다 상당히 낮은 것으로 드러났다. 총가구 소득은 52,102파운드로 집계되었다.

## 경계

### 1885년~1974년

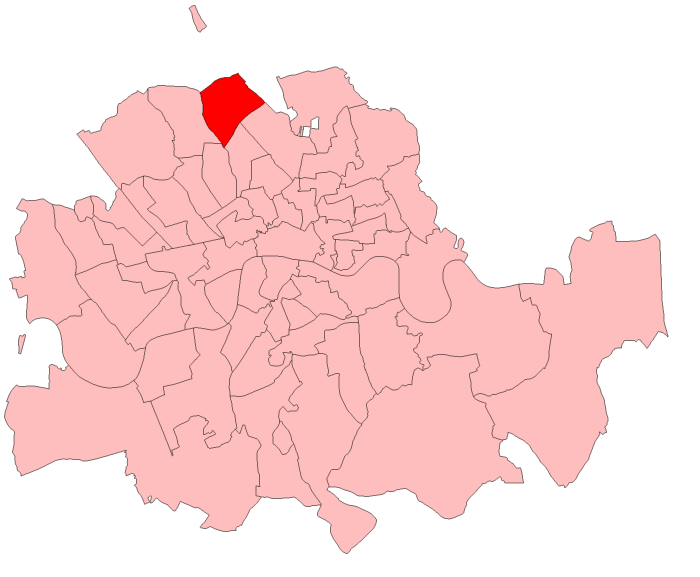
1885년~1918년 이즐링턴노스의 범위

1885년 의석재할당법 제정으로 런던 이즐링턴 의회자치구에 신설된 4개 구역 가운데 하나였다. 의석재할당법에서는 이즐링턴 교구의 어퍼할로웨이 (Upper Holloway)라는 단일 워드로 구성된다고 규정하였다.
1918년 국민대표법에 의거한 지역구 개편에 따라 런던주의 의회 선거구는 1900년 도입된 광역자치구의 경계를 따르는 것으로 개편됐다. 이즐링턴노스는 이즐링턴 광역자치구의 3개 워드 (톨링턴, 터프넬, 어퍼할로웨이)를 포괄하는 지역구로 바뀌었다.

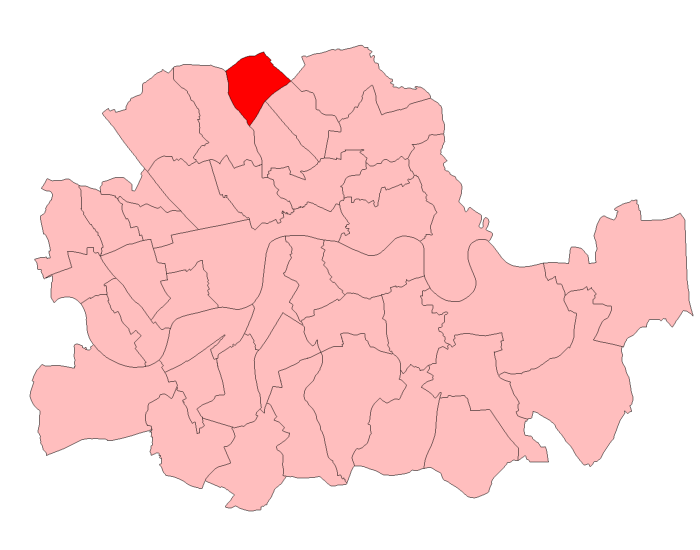
1950년~1974년 이즐링턴노스의 범위

1948년 국민대표법 제정에 따른 지역구 개편에 따라 이즐링턴노스는 1947년 말의 행정경계를 기준으로 이즐링턴 광역자치구의 톨링턴, 터프넬, 어퍼할로웨이를 관할지역으로 두게 되었다.

### 1974년~2010년
1965년 그레이터런던 지방정부가 출범하면서 런던 자치구 체계가 도입되었으며 1974년 영국 총선부터 의회 선거구의 구획에도 반영되었다. 이 때 출범한 이즐링턴 자치구는 총 3개 선거구로 나뉘게 되었는데, 그 중에서 이즐링턴노스는 하이뷰, 힐마턴, 힐라이즈, 정션, 파크웨이, 세인트조지스, 스테이션의 7개 워드를 관할하는 것으로 규정됐다.
1983년 이즐링턴구의 지역구가 2개로 통폐합되면서 이즐링턴노스의 관할구역이 확대됐다. 1983년 2월 당시 기준으로 길스파이, 하이베리, 하이뷰, 힐라이즈, 정션, 마일드메이, 쿼드런트, 세인트조지스, 서식스, 톨링턴 등 총 10개 워드를 관할하는 것으로 규정됐다.
1997년 선거구 개편 당시 경계를 살짝 조정하였으며 1994년 6월 1일 당시 기준으로 10개 워드를 관할하는 것으로 규정됐다.

### 2010년~
2010년 선거구 개편 당시 핀스베리파크, 하이베리이스트, 힐라이즈, 정션, 마일드웨이, 세인트조지스, 톨링턴 등 총 8개 워드를 관할하는 것으로 규정됐다. 이 시점에서 이즐링턴노스 선거구의 면적은 7.35km²에 불과하여, 면적순으로 따지면 영국에서 가장 작은 의회 선거구로 꼽혔다.
2022년 5월 4일 이즐링턴 구의회의 워드 경계 개편안에 따라 아스널, 핀스베리파크, 하이베리, 힐라이즈, 정션, 마일드메이, 톨링턴, 터프넬파크의 8개 워드를 관할하는 것으로 개편됐다.
2023년 웨스트민스터 선거구 정기심의에서는 별다른 변화 없이 현행 선거구를 그대로 유지하는 것으로 결론이 났다.

## 선거 이력
이즐링턴노스 지역구는 1937년 재보궐선거 이래 노동당 후보만 당선되고 있다. 노동당 후보과 2위 후보간의 역대 최소 득표율차는 1969년 재보궐선거에서 기록한 10.4%로, 해당 선거에서의 투표율은 매우 저조했다.
1983년 총선에서 처음 당선된 제러미 코빈은 당시 선거에서 총선기록으로는 역대 최소 득표율차 (15.3%)를 기록하였으나 2017년 총선에서 역대 최고 득표율차 (60.5%)를 기록했다. 1983년 총선 이래 치러진 10차례의 선거에서 2위를 차지한 정당은 보수당과 자유민주당으로 각각 5차례를 기록했다. 2015년 총선 당시 노동당 후보가 당선된 지역구 232곳 가운데 2위 후보와의 득표율 격차 순으로는 26위를 기록한 바 있다.
2016년 유럽연합 탈퇴 국민투표 당시 유권자의 78.4%가 유럽연합 잔류를 택했다. 이는 특정 지역구 가운데 잔류표심이 가장 강했던 선거구 5위에 해당되는 기록이다.

## 역대 선거 결과

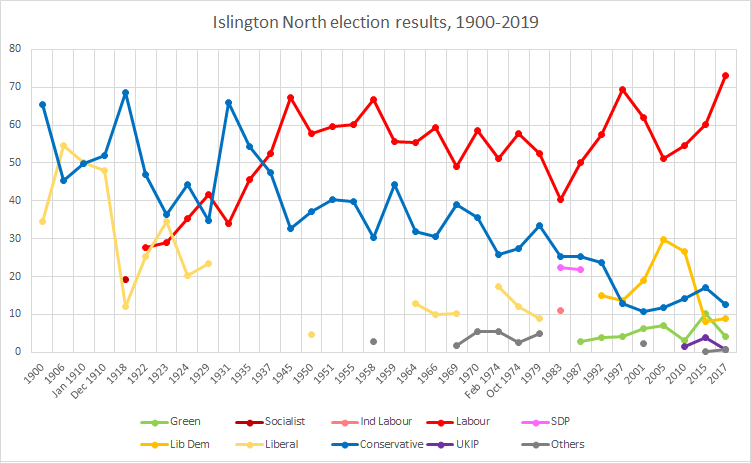
이즐링턴노스의 역대 선거 결과

## 역대 국회의원
| 선거    | 국회의원              | 정당 | 정당          |
| ------- | --------------------- | ---- | ------------- |
| 1885    | 조지 트로트 바틀리 경 |      | 보수당        |
| 1906    | 데이비드 워털로       |      | 자유당        |
| 1910.12 | 조지 터치 경          |      | 보수당        |
| 1918    | 뉴턴 무어 경          |      | 보수당        |
| 1923    | 헨리 코완 경          |      | 보수당        |
| 1929    | 로버트 영             |      | 노동당        |
| 1931    | 앨버트 굿맨           |      | 보수당        |
| 1937    | 레즐리 헤이든게스트   |      | 노동당        |
| 1950    | 몰루인 휴즈           |      | 노동당        |
| 1951    | 윌프레드 피언버그     |      | 노동당        |
| 1958    | 게리 레이놀즈         |      | 노동당        |
| 1969    | 마이클 오핼로런       |      | 노동당        |
| 1981    | 마이클 오핼로런       |      | 사회민주당    |
| 1983    | 마이클 오핼로런       |      | 무소속 노동당 |
| 1983    | 제러미 코빈           |      | 노동당        |
| 2020    | 제러미 코빈           |      | 무소속        |

## 같이 보기
- 런던의 영국 의회 선거구 목록